# 152-мм пушка образца 1935 года (Бр-2)
152-мм пушка образца 1935 года (Бр-2, индексы ГАУ — 52-П-550 и 52-П-551) — советская пушка большой мощности калибра 152,4 мм периода Второй мировой войны. Это орудие было первым по времени создания серийно производившимся образцом советской тяжёлой пушечной артиллерии в 1935—1945 годах. Орудие отличалось оригинальной компоновкой — использовался гусеничный лафет, единый для ещё двух мощных артиллерийских систем (Б-4 и Бр-5). Несмотря на небольшое количество произведённых орудий и ряд недостатков, пушка приняла участие в Великой Отечественной войне, была модернизирована после её окончания и долгое время стояла на вооружении Советской армии.

## История создания

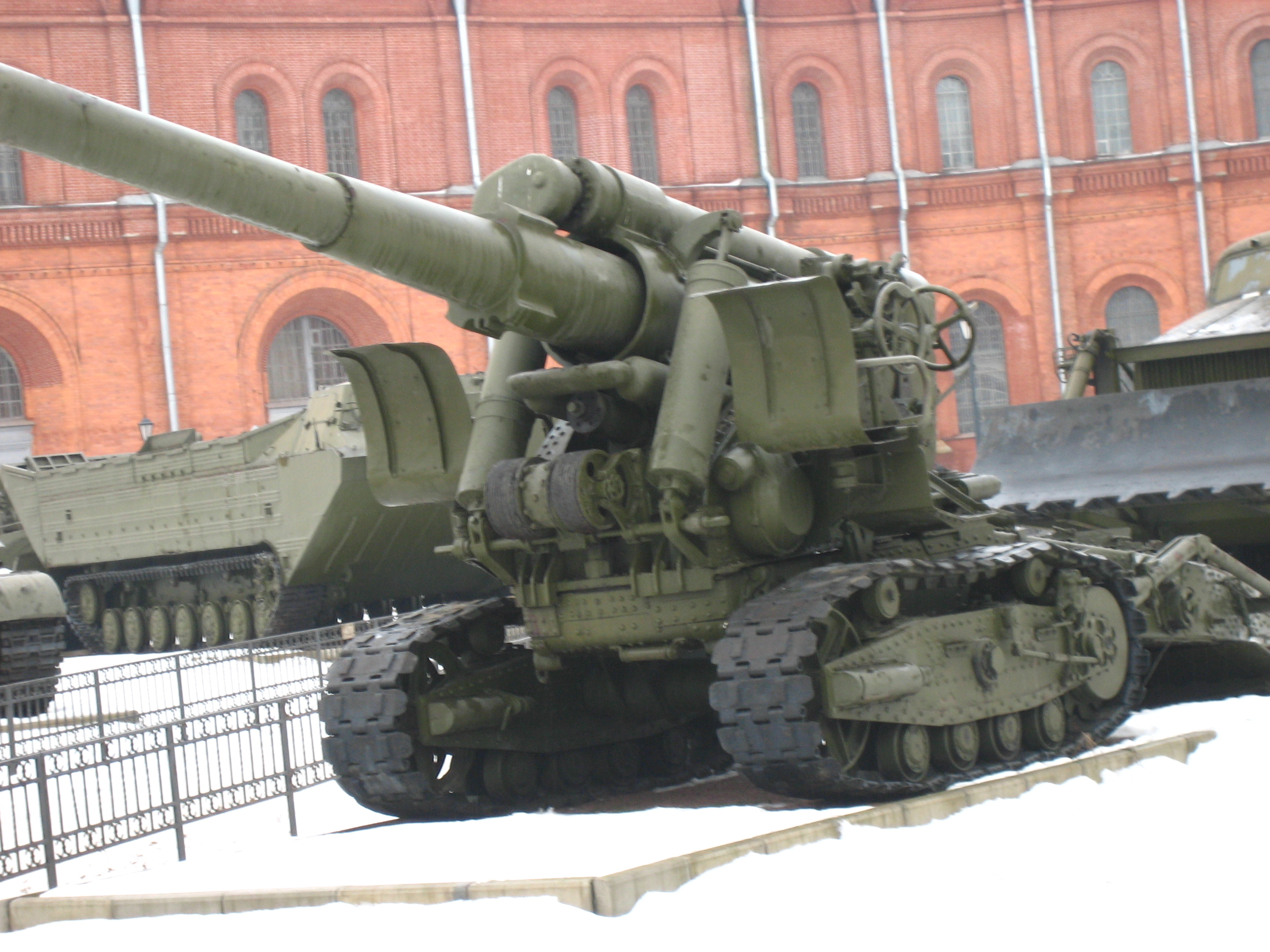
Бр-2 в Артиллерийском музее, Санкт-Петербург

Уже в конце XIX века в артиллерии ведущих стран мира появился класс дальнобойных пушек большой и особой мощности, предназначенных для контрбатарейной стрельбы, обстрела важных объектов в ближнем тылу противника, разрушения особо прочных долговременных фортификационных сооружений. Практически все такие орудия в армии Российской империи были импортные, и к окончанию Гражданской войны они морально устарели и физически износились. Поэтому руководство СССР, не имея в 1920-х годах возможности по приобретению такого рода вооружений за рубежом, отдало приказ о разработке практически с нуля пушек и гаубиц большой мощности.

### Пушка Б-10

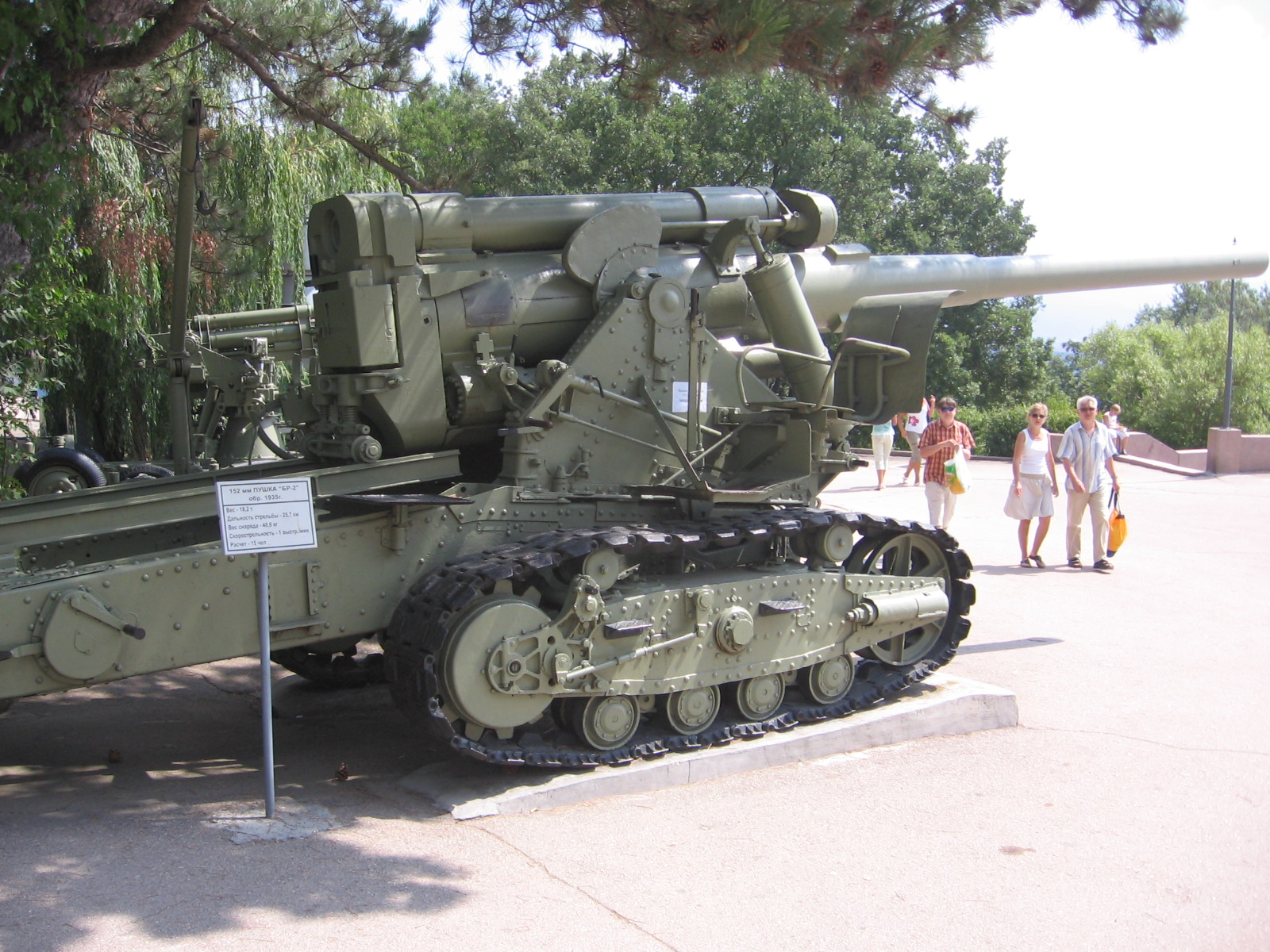
Бр-2 в Музее на Сапун-горе, Севастополь

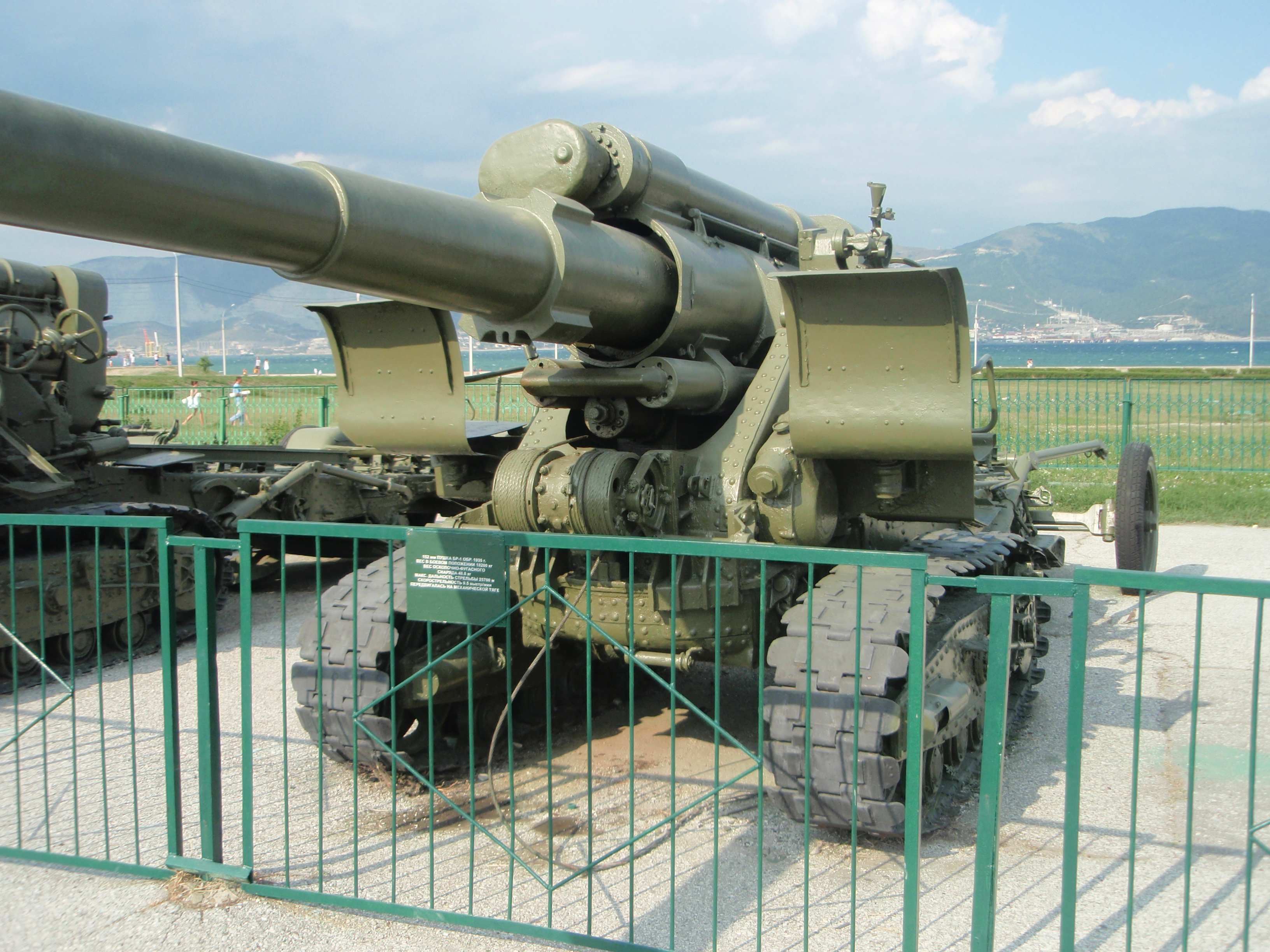
Бр-2 в музее-заповеднике «Малая земля», Новороссийск

Работы по созданию дальнобойных длинноствольных 152-мм пушек для артиллерии резерва главного командования (АРГК) была начаты в СССР 21 сентября 1929 года, когда артиллерийское управление (АУ) выдало ленинградскому заводу «Большевик» (бывший Обуховский завод) тактико-технические требования (ТТТ) на новое орудие. Первый ствол нового орудия, получившего индекс Б-10 (все орудия завода «Большевик» имели индекс, состоящий из буквы «Б» и цифрового обозначения), был готов в апреле 1932 года. 10 мая того же года начались полигонные испытания пушки, пока ещё без штатного лафета. С ноября 1932 года по октябрь 1934 года проводились повторные полигонные испытания первых двух образцов орудия на штатном лафете, а в 1935 году — войсковые испытания новой артсистемы. Испытания выявили ряд недостатков нового орудия, к наиболее серьёзным из них относились:
- низкая скорость вертикального наведения (ВН);
- невысокая скорострельность;
- низкая живучесть.

В результате система испытания не выдержала.
Как следствие, было решено орудие Б-10 на вооружение не принимать (тем более что уже были готовы более совершенные орудия Б-30 и Бр-2), а два изготовленных опытных образца использовать для различных экспериментов. В частности, ствол № 1 был перенарезан для стрельбы снарядами с готовыми нарезами, а ствол № 2 — для стрельбы полигональными снарядами. Кроме того, была предпринята попытка увеличить скорость ВН установкой электропривода, впервые для советских сухопутных орудий. Все эксперименты закончились неудачно — нарезные и полигональные снаряды обладают рядом специфических недостатков (что было выяснено в ходе испытаний на российских полигонах ещё в XIX веке), а обеспечить плавную наводку с помощью электропривода не удалось — для этого нужна была муфта Дженни, как на приводах морских орудий. Военные моряки также заинтересовались возможностью использования Б-10 в береговой обороне, были созданы проекты буксируемой и самоходной установок, последняя на базе танка Т-28. Проект буксируемой установки получил индекс Б-25 и дошёл до стадии заводских испытаний, однако в итоге был отклонён по причине ряда трудно устранимых недостатков и отказа армейского руководства от принятия на вооружение Б-10.
Концептуальные особенности Б-10 — баллистические характеристики и гусеничный лафет — перешли в проекты последующих орудий Б-30 и Бр-2. Всего в 1932-1933 годах было выпущено две артиллерийские части Б-10, которые испытывались на лафете гаубицы Б-4.

### Выбор между Б-30 и Бр-2
В 1930-х годах АУ предприняло попытку создания триплекса большой мощности — 203-мм гаубицы, 152-мм пушки и 280-мм мортиры на едином лафете. Использование единого лафета давало ряд преимуществ — существенно удешевлялась и упрощалась разработка, производство и эксплуатация орудий. Разработкой триплекса занимались конкурирующие конструкторские бюро двух заводов — ленинградского «Большевик» и сталинградского «Баррикады».
Проект завода «Большевик» получил название Б-30 (иногда использовался индекс Б-10-2-30). Новое орудие представляло собой наложение несколько изменённого ствола орудия Б-10 на гусеничный лафет 203-мм гаубицы Б-4. Первая пушка Б-30 прибыла на полигон 21 июля 1935 года, позже собрали ещё одно орудие. По результатам войсковых испытаний, орудие было рекомендовано к принятию на вооружение, при условии устранения выявленных недостатков. В конце 1936 года на заводе «Большевик» была изготовлена партия из шести орудий, одно из которых в 1937 году было установлено на опытной самоходной установке СУ-14 взамен гаубицы Б-4. Пушки Б-30, как и Б-10, использовались для проведения серии экспериментов, касающихся различных систем нарезки стволов. Так, испытывалась система нарезки фирмы «Ансальдо» (Анг. «Ansaldo») переменной глубины, а также опять же стрельба снарядами с готовыми нарезами. Все испытания завершились неудачно. Также были изготовлены стволы для Б-30 увеличенной длины (55 калибров) и нормальной длины, но с углублённой нарезкой. В итоге, Б-30 на вооружение принята не была. Судьба выпущенных орудий до настоящего времени остаётся неясной. Всего в 1935-36 годах было изготовлено 8 артиллерийских частей Б-30.
Проект завода «Баррикады» получил название Бр-2 (буквы «Бр» и цифровой индекс в названии несли все орудия, разработанные на этом заводе). Как и Б-30, данное орудие представляло собой наложение ствола Б-10 на лафет Б-4. От Б-З0 орудие отличалось устройством ствола (скреплённый вместо свободной трубы), наличием уравновешивающего механизма и незначительными изменениями в ударном механизме затвора. Опытный образец Бр-2 прибыл на полигон 9 декабря 1931 года. Орудие полигонные испытания не прошло по причине неуравновешенности, низкой скорострельности, тугого запирания затвора и ряда других проблем. Тем не менее, вопреки рекомендации полигона, АУ направило Бр-2 на войсковые испытания, которые проходили с 7 по 24 марта 1936 года и были прекращены по причине разрушения орудия. Комиссии обеих полигонов отдавали предпочтение Б-30, однако по неясным причинам руководство АУ выбрало для принятия на вооружение Бр-2.

## Совершенствование орудия

### Увеличение живучести ствола

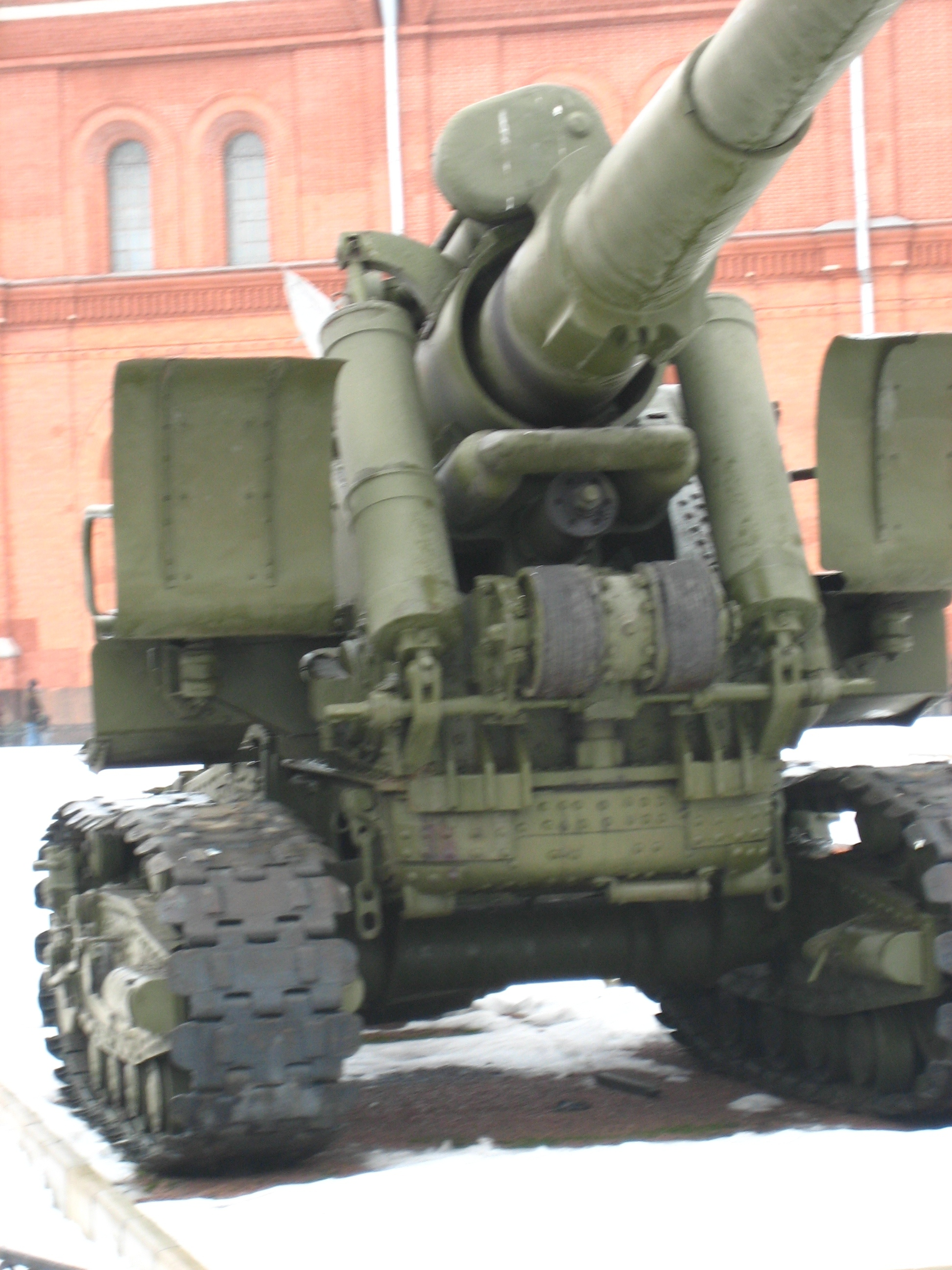
Бр-2 в Артиллерийском музее, Санкт-Петербург. Вид спереди, крупный план

Серийное производство пушек Бр-2 началось 14 марта 1936 года (то есть ещё до завершения войсковых испытаний), причём, в отличие от опытного образца, серийные пушки было указано выпускать со свободной трубой по типу Б-30. Принятое на вооружение орудие страдало рядом дефектов, в частности, оно имело чрезвычайно низкую живучесть ствола (около 100 выстрелов; эта величина оценивается по уменьшению начальной скорости снаряда от паспортного значения до некоторого минимально допустимого предела). Решение этой проблемы шло по двум направлениям — был создан и испытан образец орудия с более длинным стволом (55 калибров), а также испытан ствол с более глубокой нарезкой и уменьшенной каморой. В итоге был выбран второй вариант, и с 1938 года началось производство пушек с глубокой нарезкой. При этом было заявлено, что живучесть ствола увеличилась в пять раз, с учётом допущенных при испытаниях послаблений к критерию оценки этого параметра (допустимое падение начальной скорости снаряда увеличили с 4 до 10 %).

### Пушка Бр-19
Следующей попыткой модернизации Бр-2 стала пушка Бр-19. Данное орудие представляло собой доработку Б-30 с использованием уже отработанных в серийном производстве узлов Бр-2 — ствола с углублённой нарезкой и затвора. Войсковые испытания Бр-19 проходила совместно с Бр-2 (поздний вариант с углублённой нарезкой) с 25 ноября по 30 декабря 1939 года. По результатам испытаний было отмечено преимущество Бр-19 перед Бр-2, и первая система была рекомендована для принятия на вооружение вместо последней. Была начата отработка рабочих чертежей Бр-19 для серийного производства, которое, по невыясненным пока причинам, так и не началось.

### Модернизации лафета
Другое направление модернизации Бр-2 касалось улучшения подвижности орудия за счёт введения колёсного хода, поскольку гусеничный лафет орудия имел значительное количество недостатков (см. Оценка проекта). Попытки модернизации гусеничного лафета (например, испытывавшийся в 1939 году новый ход Т-117) к положительным результатам не привели. Колёсная ствольная повозка Бр-15 в 1940 году была рекомендована к принятию на вооружение, но в итоге принята не была по причине нецелесообразности наличия ствольной повозки повышенной подвижности при наличии гусеничного лафета низкой подвижности.
В 1938 году АУ утвердило тактико-технические требования к разработке для дуплекса большой мощности (152-мм пушка Бр-2 и 203-мм гаубица Б-4) нового колёсного лафета, в 1940 году данный лафет предлагалось разработать и для 280-мм мортиры Бр-5. Новый лафет должно было разрабатывать КБ завода № 172 (Пермский завод) под руководством Ф. Ф. Петрова. Лафет получил индекс М-50, но работы по нему шли крайне медленно из-за большой загруженности КБ работами по другим системам. В итоге к началу войны всё ограничилось разработкой проекта, после чего все работы были прекращены.
В 1955 году Бр-2 прошли капитальную модернизацию, для орудия был разработан новый колёсный лафет. Возка орудия стала нераздельной, скорость возки существенно (до 35 км/ч по шоссе) увеличилась. Модернизированное орудие получило индекс Бр-2М.

### Опыты и эксперименты
Пушка Бр-2 использовалась в опытах по сверхдальней стрельбе подкалиберными снарядами с отделяющимся поддоном. При этом для ствола орудия были изготовлены специальная свободная труба калибром 162 мм и снаряды со звездчатыми поддонами калибром 162/100 мм. После покидания канала ствола при выстреле поддон калибра 162 мм отделялся, и далее полёт продолжал вторичный снаряд калибра 100 мм. Испытания проходили в 1940 году и закончились неудачно (отмечался неправильный полёт снаряда, сложность заряжания и другие проблемы), при этом ствол орудия был повреждён. Тогда же проводились опыты по стрельбе из штатной пушки подкалиберными снарядами с поясковым поддоном калибра 152/107 мм, также окончившиеся неудачей — оказалось, что дальность стрельбы подкалиберным снарядом ненамного превышала аналогичный показатель для штатного снаряда.

### Пушка Бр-21
Также на базе Бр-2 была создана 180-мм пушка Бр-21. Орудие было создано на заводе «Баррикады» в инициативном порядке, при этом преследовалась цель использования скопившихся на заводе стволов Бр-2, по тем или иным причинам не принятых военной приёмкой (в основном — с мелкой нарезкой). Ствол Бр-2 растачивался до калибра 180 мм и накладывался на стандартный лафет гаубицы Б-4. 20 декабря 1939 года орудие поступило на полигонные испытания и успешно прошло их, продемонстрировав по сравнению с Бр-2 существенно лучшую кучность, а также лучшее действие по укреплённым сооружениям. Однако на вооружение орудие принято не было, поскольку калибр 180 мм не использовался в сухопутной артиллерии, а снаряды морских 180-мм пушек для него не подходили. Соответственно, для Бр-21 пришлось бы разрабатывать и изготавливать новые снаряды.

## Производство
Пушки Бр-2 серийно производились на сталинградском заводе «Баррикады» с 1935 по 1940 год. Всего было выпущено 38 пушек. Кроме того одно орудие с серийным номером 4 (артиллерийская часть) 8 февраля 1940 года прибыло на завод № 185 для установки на СУ-14-1.
| 1935 | 1936 | 1937 | 1938 | 1939 | 1940 | Всего |
| ---- | ---- | ---- | ---- | ---- | ---- | ----- |
| 1    | 3    | 7    | —    | 4    | 23   | 38    |

## Описание конструкции

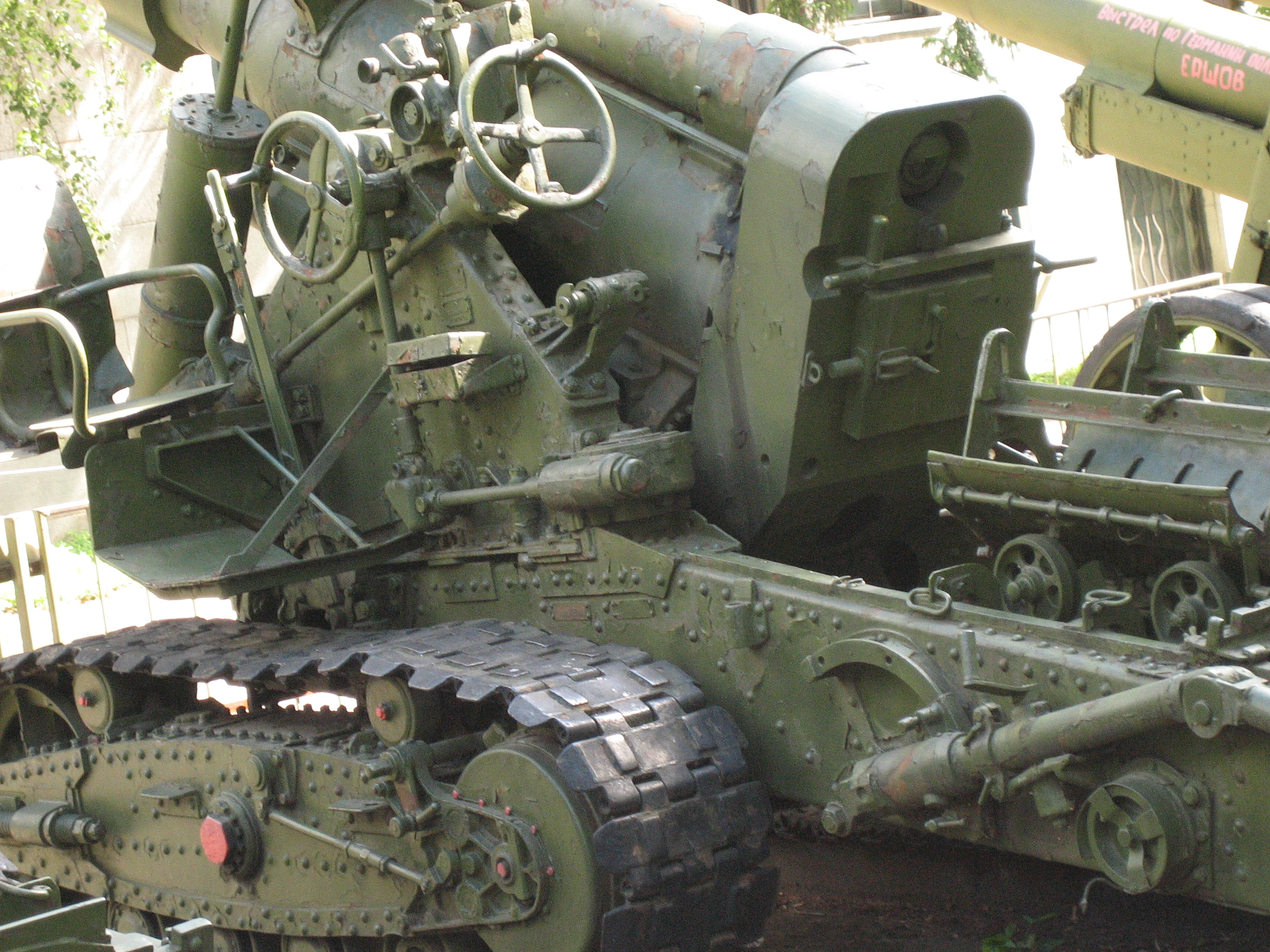
Казённая часть и органы наведения Бр-2, Центральный музей Вооружённых Сил, Москва

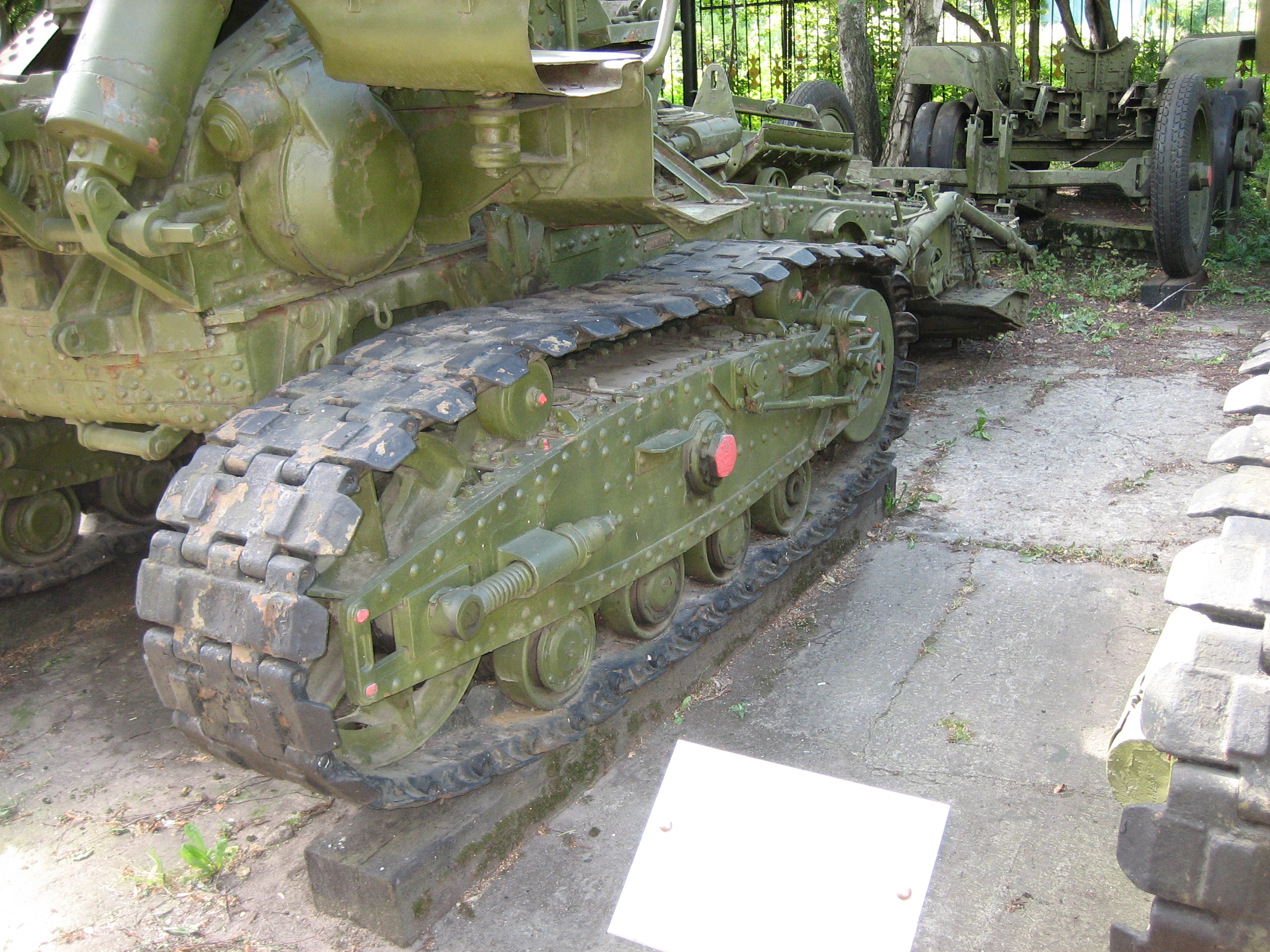
Гусеничный ход Бр-2 крупным планом, Центральный музей Вооружённых Сил, Москва

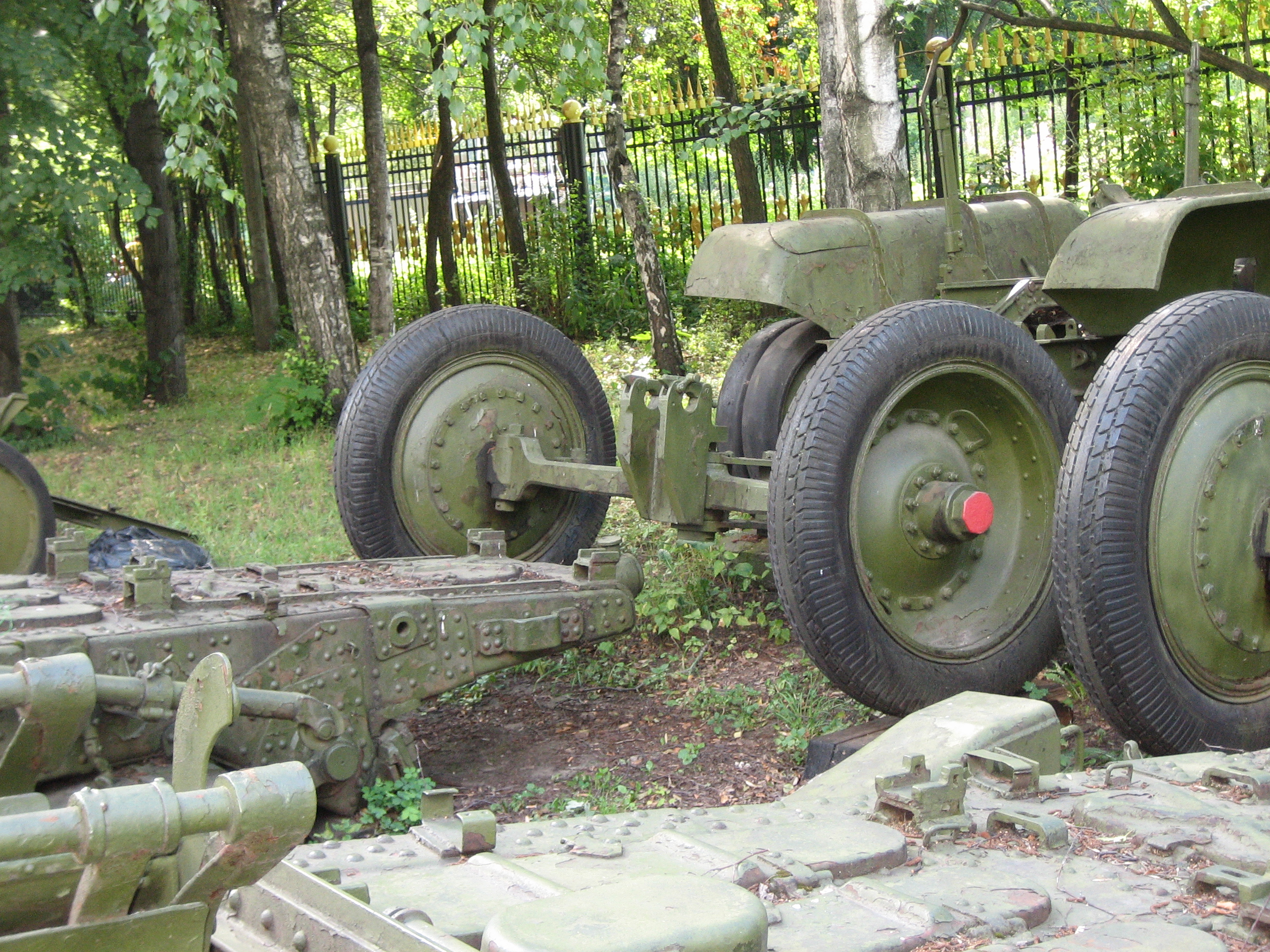
Колёсная ствольная повозка Бр-2 в Центральном музее Вооружённых Сил, Москва

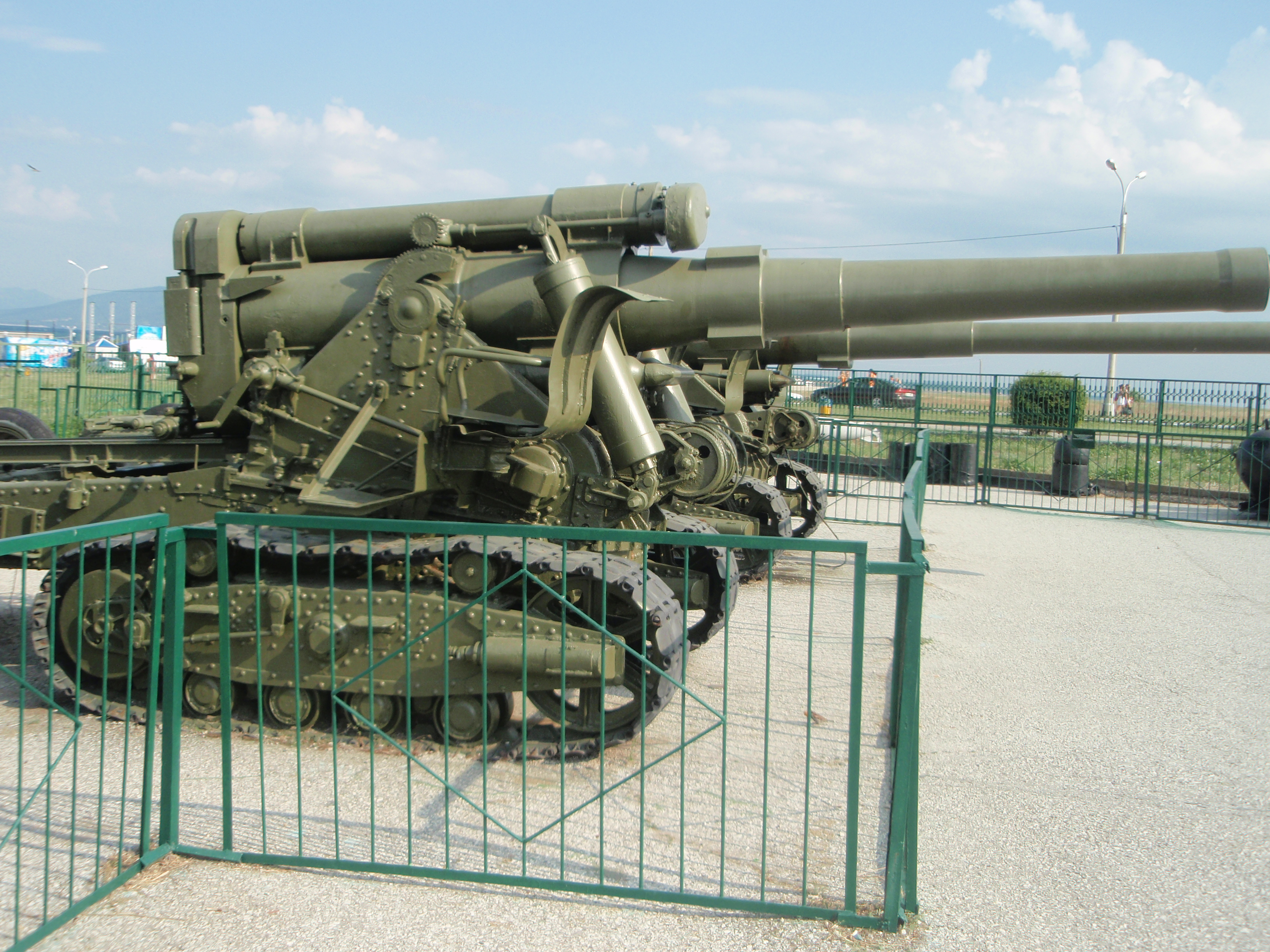
Бр-2 (правый борт) в музее-заповеднике «Малая земля», Новороссийск

Орудие Бр-2 представляет собой длинноствольную пушку, размещённую на однобрусном лафете с гусеничным ходом. Тот же лафет с небольшими конструктивными изменениями использовался для 203-мм гаубицы Б-4 и 280-мм мортиры Бр-5. К основным конструктивным особенностям пушки относятся:
- Ствол со свободной трубой длиной 47,2 калибра.
- Затвор поршневого типа.
- Гидравлический тормоз отката.
- Гидропневматический накатник.
- Длина отката переменная.
- Картузное заряжание орудия. Для облегчения подачи снарядов с грунта имелся специальный кран с лебёдкой.

Лафет имеет специальный гидропневматический уравновешивающий механизм толкающего типа. На небольшие расстояния орудие могло перемещаться в неразобранном виде со скоростью 5—8 км/ч, на больши́е расстояния система перемещалась в разобранном виде — ствол отдельно на специальной орудийной повозке, лафет отдельно. Орудийная повозка Бр-10 (орудия выпуска 1937 года комплектовались повозкой Бр-6) — колёсная, общая масса повозки со стволом — 11 100 кг. Повозка состояла из корпуса, переднего хода со стрелой механической тяги, заднего хода, тормозного устройства и устройства для перевооружения системы. Также могла использоваться гусеничная ствольная повозка Б-29 общей массой со стволом 13 420 кг. В отчёте сравнительных испытаний повозок Бр-10 и Б-29 от 7 августа 1938 года отмечено: «Обе повозки плохи и не отвечают предъявляемым требованиям». Повозка Б-29 была перетяжелена и имела большое усилие страгивания, повозка Бр-10 имела недостаточную проходимость и застревала на плохих грунтовых дорогах, в канавах и т. п. Время перехода орудия из походного положения в боевое при раздельной возке составляло от 45 минут до 2 часов. Буксировалось орудие гусеничными тягачами «Ворошиловец», ствольные повозки — менее мощными гусеничными тягачами «Коминтерн».

## Организационно-штатная структура

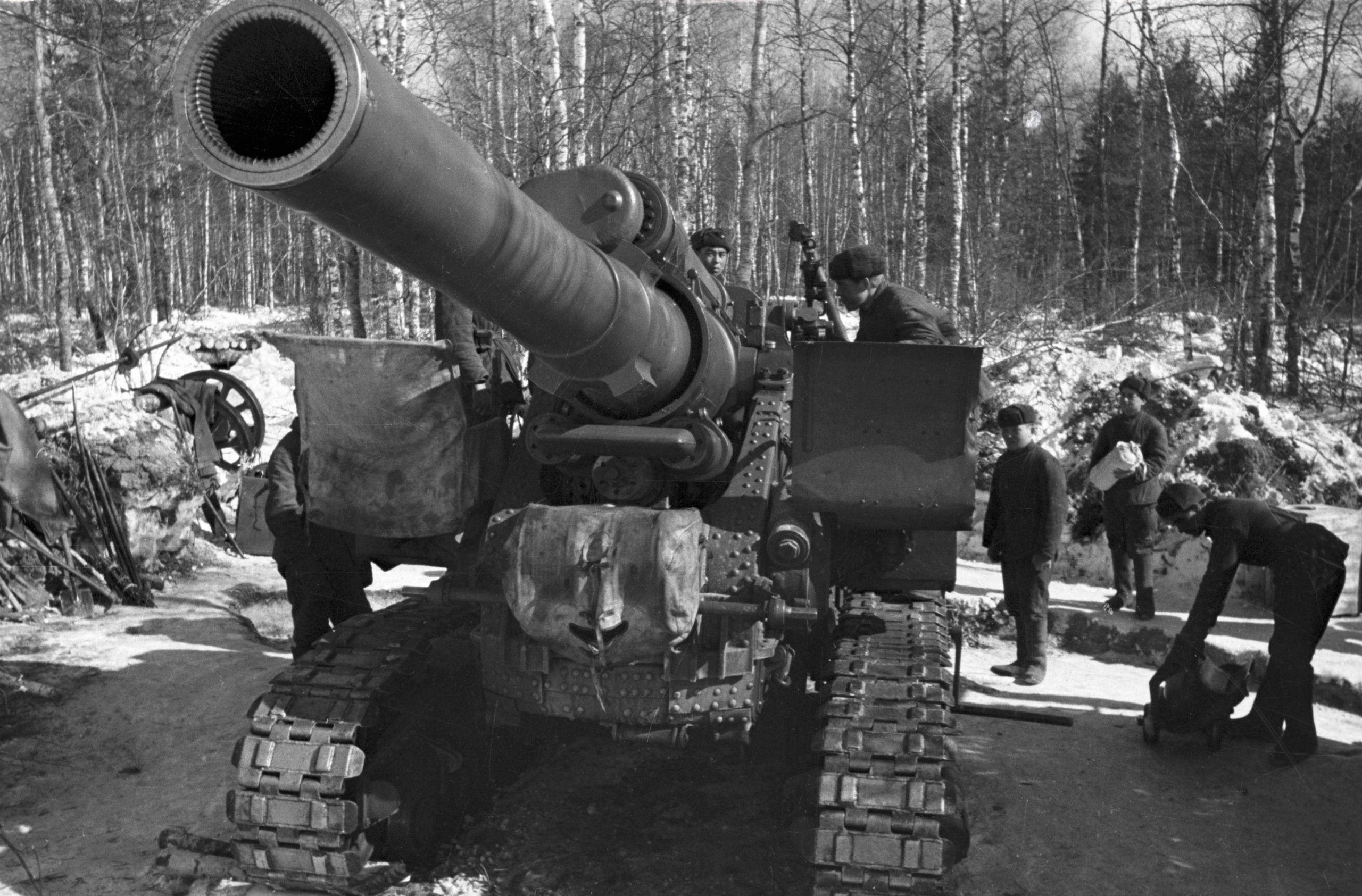
Расчёт на позиции, артиллеристы ведут огонь по противнику на подступах к Москве, 1 октября 1941 года.

По состоянию на июнь 1941 года пушки Бр-2 входили в состав тяжёлого пушечного полка резерва Верховного Главного Командования (РВГК). В полк входило 4 дивизиона трёхбатарейного состава, в каждой батарее имелось по два орудия, то есть общее число Бр-2 в полку составляло 24 пушки. Кроме того, Бр-2 состояла на вооружении двух отдельных двухорудийных батарей. После начала войны пушки использовались в составе отдельных дивизионов по 6 орудий. Позднее организационно-штатная структура снова изменилась — был введён пушечный полк особой мощности, состоявший из четырёх батарей по два орудия. На своём вооружении пушечный полк особой мощности имел шесть 152-мм пушек Бр-2 и две 210-мм пушки Бр-17. По состоянию на май 1945 года части РВГК включали в себя четыре таких полка (1-й, 2-й, 18-й, 20-й).

## Служба и боевое применение
Пушки Бр-2 предназначались для поражения различных объектов в ближнем тылу противника — командных пунктов высокого уровня, складов, полевых аэродромов, железнодорожных станций, скоплений войск, дальнобойных батарей, а также разрушения фортификационных сооружений вертикального типа стрельбой прямой наводкой.
Орудия Бр-2 участвовали в Советско-финской войне. 
На 1 января 1941 года и, неизменно, вплоть до начала войны, на балансе ГАУ находилось 38 пушек, из них 2 требовали среднего ремонта и 1 капитального. В Округах числились 34 пушки: ЛВО — 1, ОдВО — 1, МВО — 28, АрхВО — 4. В войсках же находилось 28 орудий, входивших в состав одного тяжёлого пушечного полка РГК (524-й, МВО) и двух отдельных батарей (1-я и 6-я, находились в Архангельском военном округе для использования в целях береговой обороны). Остальные орудия находились на складах и полигонах. В марте 1942 года 524-й полк, входивший в состав Московской Зоны Обороны, был расформирован и четыре его дивизиона стали отдельными, получив номера 400, 402, 406 и 409-й. В каждом дивизионе было по 6 пушек. 
Участие в боевых действиях
400-й отпадн — 2.04.1942 — 2.02.1943, 29.05.43 — 10.08.1943. Переименован в 52-й гвардейский тпадн БМ, — 10.08.1943 — 2.12.1944. В январе 1945 года переформирован в 18-й пап ОМ с включением 16-й тпабат с Бр-17, до конца войны находился в Лужском учебном артиллерийском лагере. 
402-й отпадн — 2.04.1942 — 20.04.1943, 19.06.44 — 14.12.1944. Переформирован во 2-й пап ОМ с включением 7-й тпабат с Бр-17, — 14.12.44 — 9.05.1945, 3-й Белорусский фронт. 
406-й отпадн — 2.04.1942 — 24.12.1942, 8.01.1943 — 5.02.1943, 21.06.44 — 14.12.1944. Переформирован в 20-й пап ОМ с включением 8-й тпабат с Бр-17, — 14.12.44 — 9.05.1945, 3-й Белорусский фронт. 9.08.1945 — 3.09.1945 — 5-я армия, 1-й Дальневосточный фронт. 
409-й отпадн — 2.04.1942 — 20.03.1943, 19.06.43 — 18.09.1944. Переформирован в 1-й пап ОМ с включением 19-й тпабат с Бр-17, — 5.12.44 — 9.05.1945, 1-й Белорусский фронт. 
В 1944 году было израсходовано 9,9 тыс. выстрелов к Бр-2 (на Ленинградском (7,1 тыс. выстрелов), 1-м Прибалтийском и 2-м Белорусском фронтах), в 1945 году — 3036 выстрелов. В частности, эти орудия имелись в артиллерийской группе 8-й гвардейской армии в апреле 1945 года, пушки использовались для поражения целей на Зееловских высотах в ходе Берлинской наступательной операции
В декабре 1944 был введён штат пушечного полка особой мощности, состоявший из четырёх батарей по два орудия. На своём вооружении пушечный полк особой мощности имел шесть 152-мм пушек Бр-2 и две 210-мм пушки Бр-17. 
К 1 мая 1945 года в частях РВГК числилось столько же орудий, сколько их было на начало войны — 28. Данный факт связан с очень осторожным использованием орудий большой мощности, а также их своевременной эвакуацией в 1941 году из западных районов страны в тыл.
Модернизированные орудия Бр-2М находились на вооружении как минимум до 1970-х годов.

## Модификации и опытные орудия на базе Бр-2
- Бр-2 со скреплённым стволом — опытный образец, 1935 год.
- Бр-2 с мелкой нарезкой ствола (индекс ГАУ — 52-П-550) — выпущено 10 шт. в 1936—1937 годах.
- Бр-2 со стволом калибра 162 мм — опытный образец.
- Бр-2 с глубокой нарезкой ствола (индекс ГАУ — 52-П-551) — выпущено 28 шт. в 1937—1940 годах.
- Бр-21 — опытная пушка калибром 180 мм.
- Бр-2М — ствольная группа Бр-2 на новом колёсном лафете, на вооружении с 1955 года.
- Д-4 — ствол с баллистикой Бр-2 на модифицированном лафете гаубицы-пушки МЛ-20. Опытный образец.

## Самоходные артиллерийские установки с Бр-2
Пушка Бр-2 устанавливалась на опытную самоходно-артиллерийскую установку (САУ) СУ-14-1, поданную на полигонные испытания 16 мая 1936 года первоначально с 203-мм гаубицей Б-4. Эта САУ открытого типа общей массой в 48 тонн была построена на модифицированном шасси тяжёлого танка Т-35 с использованием узлов и агрегатов среднего танка Т-28. Полигонные испытания СУ-14-1 прошли неудачно, хотя отмечался возможный потенциал дальнейшего совершенствования конструкции. В 1937 году установку сдали на склад, в связи с арестом одного из её разработчиков П. Н. Сячинтова. В 1940 году, с началом Советско-финской войны, установку решили подготовить для боевых действий; предполагалось, что мощное орудие будет эффективно разрушать укрепления линии Маннергейма. Однако доработка установки, включающая усиление бронирования с помощью броневых экранов и установку закрытой броневой рубки, затянулась, на фронт САУ попасть не успела и осталась на полигоне в Кубинке. Модифицированная таким образом самоходка известна в литературе под названием СУ-14Бр-2. Осенью 1941 года при подходе немецких войск к полигону СУ-14Бр-2 вела по ним огонь с дальних дистанций. Также пушка устанавливалась на опытную самоходно-артиллерийскую установку Объект 212.

## Оценка проекта

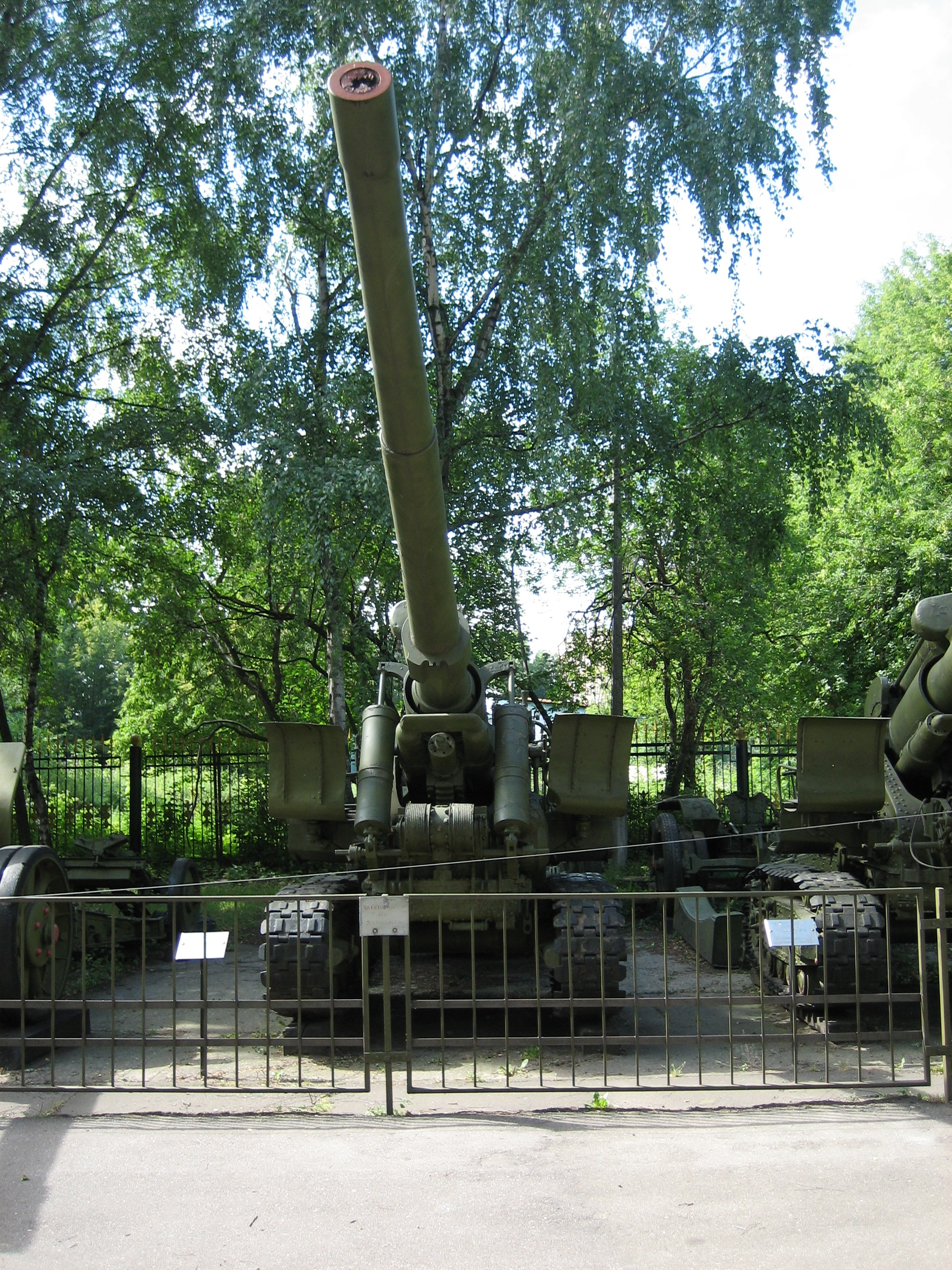
Бр-2, вид спереди. Центральный музей Вооружённых Сил, Москва

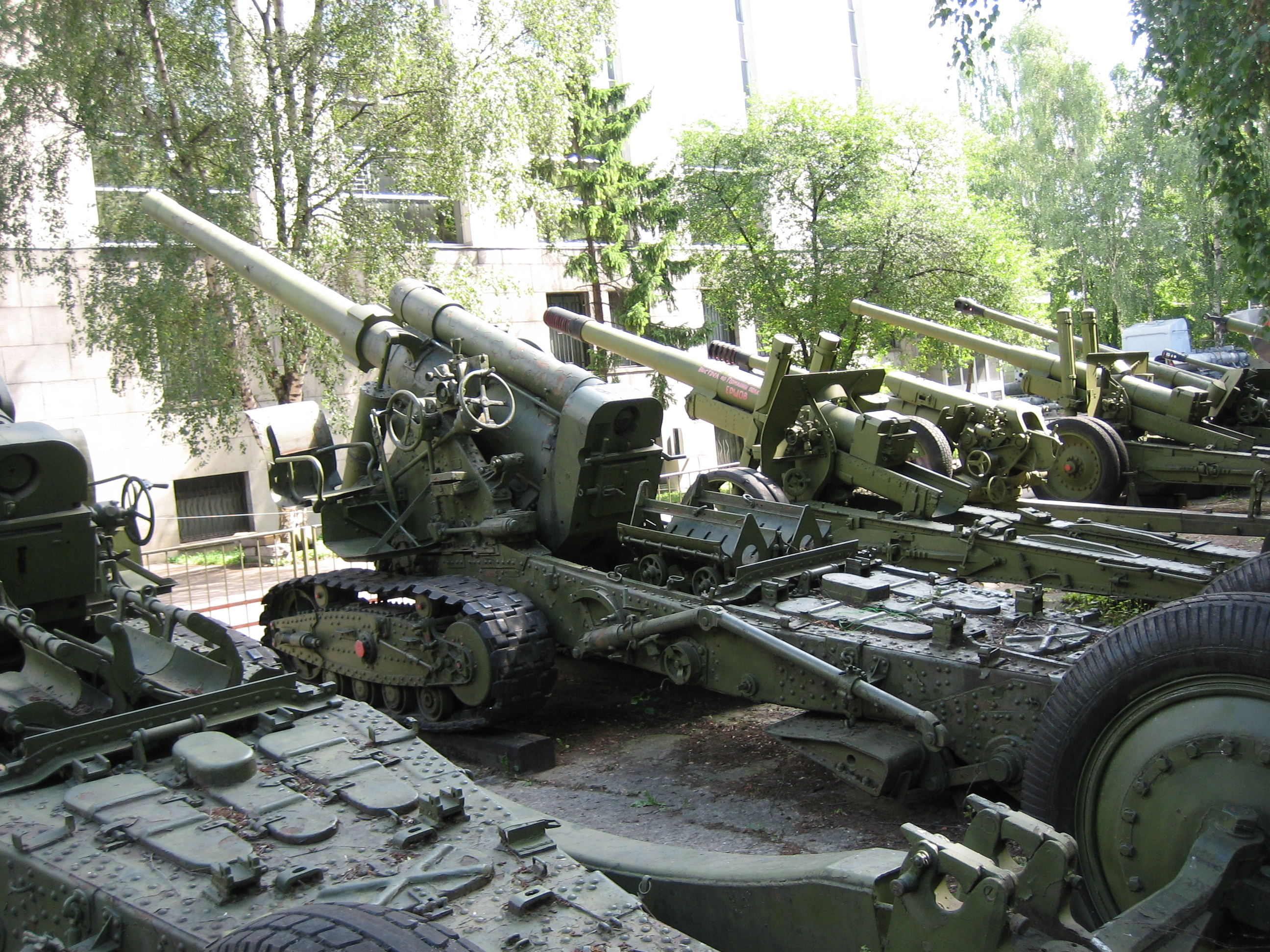
Бр-2, вид слева-сзади, Центральный музей Вооружённых Сил, Москва. На заднем плане — 152-мм гаубица-пушка МЛ-20

Пушку Бр-2, как и другие орудия триплекса большой мощности, трудно признать удачным образцом. Во многом этот факт связан с недостатком опыта молодой советской конструкторской школы, которая заняла одну из ведущих позиций в мире лишь к самому концу 1930-х — началу 1940-х годов, после длинного пути, включавшего создание не самых удачных образцов и широкое заимствование передового зарубежного опыта. Проектирование же орудий большой и особой мощности, ввиду большой сложности данных систем, представляло особую трудность по сравнению с иными классами артиллерийских систем. Недостаточный опыт в этой области и слабое использование зарубежных наработок сильно препятствовали советским конструкторам в их деятельности.
Главной проблемой Бр-2, как и всего триплекса, стал гусеничный лафет. Его конструкция задумывалась как обеспечивающая высокую проходимость при движении по целине или пашне, что в теории позволяло повысить живучесть орудия за счёт быстрой смены огневой позиции в неразобранном виде. В реальности использование гусеничного лафета привело к громоздкости и очень низкой мобильности всей системы как в неразобранном, так и в разобранном виде. Возможности манёвра огнём были сильно ограничены углом горизонтальной наводки (ГН) всего лишь в 8°. Для поворота пушки силами расчёта за пределы угла ГН требовалось не менее 25 минут. Сама необходимость разборки орудия на походе и наличие отдельной ствольной повозки не способствовали мобильности и живучести системы. Орудие с трудом перемещалось самыми мощными из имеющихся советских тягачей, в случае же условий плохой проходимости (распутица, гололёд) данная система фактически теряла подвижность. Таким образом, орудие имело плохую манёвренность во всех отношениях.
Среди других недостатков орудия необходимо отметить невысокую скорострельность. Живучесть ствола, несмотря на все модернизации, также оставляла желать лучшего. Поспешность с запуском недостаточно испытанной системы в серийное производство привела к тому, что и без того немногочисленная артсистема разделилась на две серии, различавшиеся нарезкой ствола и используемыми боеприпасами.
Проблемы с орудиями большой и особой мощности советского производства вынудили руководство страны обратиться к испытанному пути — использованию передового зарубежного опыта. В 1938 году с фирмой «Шкода» был заключён договор на поставку опытных образцов и технической документации для двух мощных артсистем — 210-мм пушки и 305-мм гаубицы, получивших в производстве индексы Бр-17 и Бр-18.
Главной же проблемой всей советской тяжёлой пушечной артиллерии было крайне малое число выпущенных пушек. По состоянию на июнь 1941 года, РККА располагала лишь 37—38 пушками Бр-2, включая полигонные образцы и малобоеспособные орудия с мелкой нарезкой, а также 9 пушками Бр-17, к которым в начале войны отсутствовали боеприпасы.
Вермахт имел несколько типов мощных 150-мм пушек — K.16 (28 орудий), K.18 (не менее 101 орудия) и K.39 (53 орудия). Все они представляли собой артиллерийские системы на колёсном ходу. Например, 150-мм пушка K.18 обладала следующими тактико-техническими характеристиками: походная масса 18 310 кг, боевая — 12 930 кг, угол ГН — 360° на платформе или 11° с раздвинутыми станинами, скорострельность кратковременная — 2 выстр/мин, максимальная дальность стрельбы — 24 500 м. K.18 при немного меньшей по сравнению с Бр-2 дальности стрельбы превосходило советскую пушку по всем остальным параметрам. Также немецкие пушки имели больший ассортимент боеприпасов, включавший в себя четыре разновидности снарядов: осколочно-фугасный, бетонобойный, бронебойный и полубронебойный снаряды. Вторым преимуществом Бр-2 можно назвать несколько более мощный осколочно-фугасный снаряд, содержащий на 1 кг больше взрывчатки по сравнению с немецким аналогом.
Также представляет интерес сопоставление характеристик Бр-2 с американским тяжёлым 155-мм орудием M1 «Длинный Том». Последняя пушка была разработана, как и Бр-2, в середине 1930-х годов, имела ствол длиной в 45 калибров, дульную скорость в 853 м/с. Несмотря на то, что «Длинный Том» уступал Бр-2 в максимальной дальности стрельбы почти на 2 км (23,2 км против 25 км), он же имел массу в походном положении в 13,9 т (в боевом ещё меньше), что было почти на 4,5 тонны меньше боевой массы Бр-2. Кроме того, американская пушка монтировалась на колёсном лафете особой конструкции с раздвижными станинами, у которого колёса поднимались при стрельбе, а опорой служила специальная платформа, опускающаяся на грунт. По сравнению с откатывающимся назад при стрельбе гусеничным лафетом Бр-2, это позволяло существенно выиграть в точности огня; кроме того, сектор горизонтальной наводки составлял 60°. Неразборность, мобильность «Длинного Тома» вместе с наличием мощных тягачей и высокой точностью стрельбы явно ставит Бр-2 в невыгодное положение даже при меньшей дальности стрельбы «Длинного Тома» по сравнению с Бр-2.

## Характеристики и свойства боеприпасов
Пушка Бр-2 стреляла только своими собственными, специально для неё разработанными боеприпасами; причём орудия с глубокой и мелкой нарезкой также имели свои собственные невзаимозаменяемые снаряды. Снаряды для орудий с глубокой нарезкой имели один ведущий поясок, а для орудий с мелкой нарезкой — два пояска. Ассортимент снарядов включал осколочно-фугасные и бетонобойные снаряды, не исключено наличие химических, а позднее и специальных (ядерных) боеприпасов, однако достоверная информация по этому поводу отсутствует. Заряды скомпонованы в картузы, всего имеется 3 заряда — полный, № 1 и № 2, причём на службе состояли «старые» и «новые» заряды, одинаковые по баллистике, но разные по составу полузарядов, пучков, дополнительных пакетов и по массе.
| Номенклатура боеприпасов для пушки Бр-2 с глубокой нарезкой ствола |            |                 |            |                         |                        |
| Тип                                                                | Индекс ГАУ | Вес снаряда, кг | Вес ВВ, кг | Начальная скорость, м/с | Дальность табличная, м |
| Осколочно-фугасные снаряды                                         |            |                 |            |                         |                        |
| Осколочно-фугасный                                                 | 53-ОФ-551  | 48,9            | 6,53       | 880                     | 25 000                 |
| Бетонобойные снаряды                                               |            |                 |            |                         |                        |
| Бетонобойный                                                       | 53-Г-551   | 49,0            | ?          | ?                       | ?                      |

| Номенклатура боеприпасов для пушки Бр-2 с мелкой нарезкой ствола |            |                 |            |                         |                        |
| Тип                                                              | Индекс ГАУ | Вес снаряда, кг | Вес ВВ, кг | Начальная скорость, м/с | Дальность табличная, м |
| Осколочно-фугасные снаряды                                       |            |                 |            |                         |                        |
| Осколочно-фугасный                                               | 53-ОФ-550  | 49,0            | 7,0        | 880                     | 27 000                 |
| Бетонобойные снаряды                                             |            |                 |            |                         |                        |
| Бетонобойный                                                     | 53-Г-550   | 49,0            | ?          | ?                       | ?                      |

## Где можно увидеть
Орудия Бр-2 на гусеничном лафете находятся в экспозициях Музея артиллерии и инженерных войск в Санкт-Петербурге, Центрального музея Вооружённых Сил в Москве, Музея отечественной военной истории в деревне Падиково Московской области и Музея героической обороны и освобождения Севастополя на Сапун-горе в Севастополе (севастопольский экспонат изготовлен в 1937 году на артиллерийском заводе «Баррикады» в Сталинграде с использованием гусеничного лафета 203-мм гаубицы Б-4). Самоходная установка СУ-14-1 с Бр-2 экспонируется в Военно-историческом музее бронетанковых войск в Кубинке.